# Sheila Ingram
Sheila Ingram, född den 23 mars 1957 i Washington, District of Columbia, död den 1 september 2020, var en amerikansk friidrottare inom kortdistanslöpning.
Hon tog OS-silver på 4 x 400 meter vid friidrottstävlingarna 1976 i Montréal. 